# Resolutie 1277 Veiligheidsraad Verenigde Naties
Resolutie 1277 van de Veiligheidsraad van de Verenigde Naties werd op 30 november 1999 met veertien stemmen voor en een onthouding van Rusland aangenomen door de VN-Veiligheidsraad. De resolutie verlengde de MIPONUH-politiemissie in Haïti met drieënhalve maand.

## Achtergrond
Na decennia onder dictatoriaal bewind won Jean-Bertrand Aristide in december 1990 de verkiezingen in Haïti. In september 1991 werd hij met een staatsgreep verdreven. Nieuwe verkiezingen werden door de internationale gemeenschap afgeblokt waarna het land in de chaos verzonk. Na Amerikaanse bemiddeling werd Aristide in 1994 in functie hersteld.

## Inhoud

### Waarnemingen
Haïti vroeg de Verenigde Naties een Internationale Civiele Ondersteuningsmissie op te richten in het land. Voordien hadden de politiemissie MIPONUH en andere VN-programma's in belangrijke mate bijgedragen aan de professionalisering van Haïti's politie en de ontwikkeling van de justitie en nationale instellingen.

### Handelingen
De Veiligheidsraad besloot de MIPONUH-missie voort te zetten tot 15 maart 2000, om de missie gefaseerd te laten overgaan in de Internationale Civiele Ondersteuningsmissie MICAH. Secretaris-generaal Kofi Annan werd gevraagd die overgang te coördineren en tegen 1 maart 2000 te rapporteren.

## Verwante resoluties
- Resolutie 1141 Veiligheidsraad Verenigde Naties (1998)
- Resolutie 1212 Veiligheidsraad Verenigde Naties (1998)
- Resolutie 1529 Veiligheidsraad Verenigde Naties (2004)
- Resolutie 1542 Veiligheidsraad Verenigde Naties (2004)

Lijst ·  1220 ·  1221 ·  1222 ·  1223 ·  1224 ·  1225 ·  1226 ·  1227 ·  1228 ·  1229 ·  1230 ·  1231 ·  1232 ·  1233 ·  1234 ·  1235 ·  1236 ·  1237 ·  1238 ·  1239 ·  1240 ·  1241 ·  1242 ·  1243 ·  1244 ·  1245 ·  1246 ·  1247 ·  1248 ·  1249 ·  1250 ·  1251 ·  1252 ·  1253 ·  1254 ·  1255 ·  1256 ·  1257 ·  1258 ·  1259 ·  1260 ·  1261 ·  1262 ·  1263 ·  1264 ·  1265 ·  1266 ·  1267 ·  1268 ·  1269 ·  1270 ·  1271 ·  1272 ·  1273 ·  1274 ·  1275 ·  1276 ·  1277 ·  1278 ·  1279 ·  1280 ·  1281 ·  1282 ·  1283 ·  1284